# Religiose dei Sacri Cuori di Gesù e Maria
Le Religiose dei Sacri Cuori di Gesù e di Maria, dette di Castellammare, sono un istituto religioso femminile di diritto pontificio: le suore di questa congregazione pospongono al loro nome la sigla SS.CC.

## Storia
La congregazione fu fondata nel 1871 da Francesco Saverio Petagna, vescovo di Castellammare: le prime religiose, dette originariamente "sorelle della Sacra Famiglia", presero presto il nome di "vittime dei Sacri Cuori" e furono rivestite dell'abito religioso il 2 novembre 1872.
Gli scopi assegnati dal fondatore alla congregazione furono l'adorazione diurna del Santissimo Sacramento, in spirito di riparazione delle offese dell'umanità ai cuori di Gesù e Maria, e l'istruzione delle ragazze, specialmente delle figlie della nobiltà.
L'istituto, aggregato all'ordine dei frati minori dal 19 giugno 1926, ricevette il pontificio decreto di lode il 6 luglio 1932 (in questa occasione, il nome delle suore fu mutato in "religiose dei Sacri Cuori di Gesù e di Maria") e le sue costituzioni ottennero l'approvazione definitiva il 17 dicembre 1940.

## Attività e diffusione
Le religiose si dedicano principalmente all'istruzione della gioventù, ma anche al servizio in orfanotrofi e ospedali.
Oltre che in Italia, le suore sono presenti in Brasile, Colombia e Perù; la sede generalizia è in via Tuscolana a Roma.
Nel 2010 la congregazione contava 111 religiose in 18 case.